# James W. Pardew
James William Pardew Jr. (Memphis, 5 de febrero de 1944 - Arlington, 2 de junio de 2021) fue un diplomático, negociador internacional oficial militar estadounidense. Se desempeñó como embajador de Estados Unidos en Bulgaria. Después de servir como oficial de inteligencia militar en el Ejército de los Estados Unidos durante 28 años, Pardew ingresó al campo de la diplomacia internacional con un fuerte enfoque en los Balcanes, donde jugó un papel decisivo en la coordinación de acuerdos y resoluciones de paz, así como en la dirección de los principales programas del Departamento de Estado, como el programa Bosnia-Train-and-equip.

## Primeros años
Pardew nació en Memphis, Tennessee el 5 de febrero de 1944 y se crio en Jonesboro, Arkansas. Se graduó de Nettleton High School en 1962 y asistió a la Universidad Estatal de Arkansas, donde fue miembro del Cuerpo de Entrenamiento de Oficiales de Reserva. Mientras asistía a ASU, editó el periódico estudiantil y el anuario, participó activamente en el gobierno estudiantil y fue presidente de la fraternidad local Tau Kappa Epsilon. Se graduó en 1966 con una licenciatura en periodismo y fue comisionado como subteniente en el ejército poco después. Más tarde, Pardew se graduó de la Universidad de Loyola con una maestría en ciencias políticas en 1973 y del US Army War College.

## Servicio militar
Pardew recibió una comisión del ROTC en el Ejército de los Estados Unidos durante la guerra de Vietnam. En Vietnam, sirvió en la 1.ª División de Caballería Aérea y el 11.º Regimiento de Caballería Blindada como oficial de inteligencia. Durante su carrera, vio asignaciones en Turquía, Alemania, Japón y Somalia, donde participó en la Operación Restaurar la Esperanza. En el estado mayor del Ejército en el Pentágono, Pardew ocupó cargos como Director de Inteligencia Extranjera y Jefe de Inteligencia Actual. También durante su carrera, fue el G-2 (Inteligencia), 8.ª División de Infantería en Alemania y Adjunto J-2 (Inteligencia), Estado Mayor Conjunto en el Pentágono. Por su servicio militar, recibió la Medalla de Servicio Superior de Defensa, la Legión al Mérito (2), la Estrella de Bronce (2) y la Medalla del Aire. También fue galardonado con la Medalla al Servicio Distinguido de Inteligencia Nacional por parte del Director de Inteligencia Central. Pardew dejó el Ejército en 1994 con el rango de coronel, luego de 28 años de servicio.

## Diplomacia
El Embajador Pardew comenzó su carrera diplomática y de servicio civil en 1995, como miembro del Servicio Ejecutivo Superior y Jefe del Grupo de Trabajo de los Balcanes en la Oficina del Subsecretario de Defensa para Políticas del Departamento de Defensa. Posteriormente se desempeñó en el Departamento de Estado desde 1996 hasta 2008. Fue nominado para el rango de embajador por el presidente Clinton y confirmado por el Senado de los Estados Unidos en 1997.

### Acuerdo de paz de Dayton en Bosnia
Pardew fue nombrado Representante del Secretario de Defensa del Equipo de Negociación de los Estados Unidos luego de un trágico accidente de vehículo en agosto de 1995 en Bosnia, que mató a su predecesor, el Dr. Joseph Kruzel, el Subsecretario de Estado adjunto Robert Frasure y el Coronel de la Fuerza Aérea Nelson Drew (también miembros del equipo negociador). Pardew participó en el proceso de negociación liderado por el embajador Richard Holbrooke desde su nombramiento hasta que las partes llegaron a un acuerdo en la Base de la Fuerza Aérea Wright-Patterson en Dayton, Ohio en noviembre de 1995. Participó en la ceremonia internacional de firma del Acuerdo de Dayton, organizada por el presidente Jacques Chirac de Francia en París el 14 de diciembre de 1995, como representante del Secretario de Defensa. Pardew fue galardonado con el Premio de Honor Distinguido del Departamento de Estado y la Medalla del Departamento de Defensa por Servicio Civil Distinguido por sus contribuciones a la paz en Bosnia.

### Programa de Capacitación y Equipamiento de Bosnia
Pardew fue asignado para dirigir un equipo interinstitucional en Washington en 1996 para implementar un acuerdo informal entre el presidente estadounidense Bill Clinton y el presidente bosnio Alija Izetbegović para ayudar a la Federación de Bosnia a desarrollar un sistema de defensa nacional que proporcionaría seguridad militar dentro de Bosnia.
Este esfuerzo único, conocido como el Programa de Capacitación y Equipamiento de Bosnia, consistió en oficiales de estado mayor del Departamento de Defensa, el Departamento de Estado y la Comunidad de Inteligencia de los Estados Unidos. El uso de fondos de donantes internacionales y el equipo, y el equipo puesto a disposición del programa por parte del Congreso de Estados Unidos, el programa T & E asistida por la Federación en el desarrollo de una capacidad militar defensiva que finalmente permitió a los Estados Unidos y de la OTAN fuerzas para reducir su presencia en Bosnia. El programa fue valorado en un estimado de $500 millones (equivalente a $971.36 millones en 2020). Además, el programa redujo la influencia de elementos extremistas en el país, orientó a Bosnia hacia la OTAN y Europa, y sirvió como base para la integración militar completa dentro de Bosnia, proporcionando un Ministerio de Defensa consolidado.

### Guerra y paz en Kosovo
De 1999 a 2001, Pardew fue Asesor Especial Adjunto del Presidente y Secretario de Estado para la Democracia en los Balcanes durante el conflicto de la OTAN en Kosovo y el posterior acuerdo de paz. En esa capacidad, Pardew participó directamente en negociaciones sobre Kosovo con el presidente Slobodan Milošević de Serbia y con una variedad de líderes políticos de Kosovo. Fue el coordinador en Washington de la Misión de Verificación internacional de Kosovo. Tras la exitosa campaña de bombardeos de la OTAN, Pardew ayudó a establecer presencias civiles estadounidenses e internacionales en Kosovo y al desarrollo de las instituciones locales de gobierno y seguridad de Kosovo.

### Acuerdo marco de Ohrid en Macedonia
El secretario de Estado, Collin Powell envió al embajador Pardew a Macedonia a principios del verano de 2001 para buscar una solución a un conflicto étnico con el potencial de convertirse en una guerra civil a gran escala con consecuencias para toda la región. Pardew, como negociador estadounidense, se unió a Francois Leotard de Francia, el negociador de la Unión Europea, para buscar una solución pacífica a las disputas. Después de semanas de negociaciones en Skopie y en el retiro presidencial en el lago Ohrid, las partes acordaron el Acuerdo Marco para Macedonia. El Acuerdo de Ohrid fue firmado por las partes y Pardew y Leotard presenciaron en agosto de 2001.

### Embajador de Estados Unidos en Bulgaria
El presidente George W. Bush nombró a Pardew embajador de Estados Unidos en Bulgaria en 2002. Durante su mandato como embajador de Estados Unidos en Bulgaria de 2002 a 2005, Bulgaria se convirtió en miembro de pleno derecho de la OTAN y completó todas las negociaciones de adhesión a la Unión Europea. Bulgaria también cooperó estrechamente con Estados Unidos en el establecimiento de una instalación de entrenamiento militar conjunta en Bulgaria y en la destrucción de misiles y otras tecnologías militares que quedaron de la Guerra Fría. Además, el embajador Pardew supervisó la finalización de una nueva Embajada de Estados Unidos en Sofía con una suma de 70 millones de dólares (equivalente a 112.92 millones en 2020). El presidente de Bulgaria entregó a Pardew la medalla Stara Planina al final de su servicio en Bulgaria.

### OTAN: Afganistán, Irak y la independencia de Kosovo
Pardew fue Subsecretario General Adjunto de Operación y Gestión de Crisis de la OTAN, de 2005 a 2008. Durante ese período, dirigió una organización de personal internacional, con sede en Bruselas, que se dedicaba al desarrollo de políticas operativas para el Secretario General de la OTAN para sus operaciones en Afganistán, Kosovo y la misión de entrenamiento de la OTAN en Irak.
Sobre la base de su amplia experiencia en conflictos balcánicos, Pardew también participó como representante de la OTAN en las deliberaciones del Grupo de Contacto, que se ocupaba de la política internacional hacia Kosovo. También proporcionó información de la OTAN a la organización de las Naciones Unidas que produjo el Plan Ahtisaari, que finalmente resultó en la independencia de Kosovo.

## Vida personal
Pardew falleció el 2 de junio de 2021 a la edad de 77 años en Arlington, Virginia.

## Publicaciones
- Pacificadores: liderazgo estadounidense y el fin del genocidio en los Balcanes.[6][11][12]
- Escritor invitado del Arkansas Democrat-Gazette.[13][14][15]